# Lézigneux
Lézigneux település Franciaországban, Loire megyében. Lakosainak száma 1747 fő (2022. január 1.). Lézigneux Verrières-en-Forez, Écotay-l’Olme, Lavieu, Margerie-Chantagret, Montbrison, Saint-Georges-Haute-Ville és Saint-Thomas-la-Garde községekkel határos.

## Népesség
A település népességének változása:
| Lakosok száma | 539  | 766  | 900  | 1543 | 1683 | 1698 | 1695 | 1715 | 1725 | 1747 |
|               | 1968 | 1982 | 1990 | 2006 | 2013 | 2015 | 2017 | 2019 | 2020 | 2022 |